# کیپ کاناورال (فلوریدا)
کیپ کاناورال (به انگلیسی: Cape Canaveral) شهری در شهرستان بریوارد ایالت فلوریدا است که در سال ۱۹۶۳ بنیان‌گذاری شده‌است. این شهر طبق سرشماری سال ۲۰۱۰ میلادی، ۹٬۹۱۲ نفر جمعیت داشته و مساحت آن نیز ۶٫۰ کیلومتر مربع است.